# Jonathan Dufrasne
Jonathan Dufrasne (Boussu, 2 augustus 1987) is een Belgisch voormalig baanwielrenner. 

## Carrière
Dufrasne kende zijn grootste successen in de jeugdreeksen maar kon ook enkele Belgische nationale titels winnen. Daarnaast nam hij in 2012 deel aan de Olympische Spelen waar hij negende werd op de ploegenachtervolging. Hij was daarnaast ook een begenadigd tijdrijder.

## Palmares

### Baanwielrennen
| Jaar     | BK                                   | EK                   | WK       | Overige                                    |
| Junioren | Junioren                             | Junioren             | Junioren | Junioren                                   |
| -------- | ------------------------------------ | -------------------- | -------- | ------------------------------------------ |
| 2004     | ploegensprint                        |                      |          |                                            |
| Beloften |                                      |                      |          |                                            |
| 2007     |                                      | ploegenachtervolging |          |                                            |
| Elite    |                                      |                      |          |                                            |
| 2010     | ploegenachtervolging · achtervolging |                      |          |                                            |
| 2011     | achtervolging · ploegenachtervolging |                      |          |                                            |
| 2012     |                                      |                      |          | Olympische Spelen: 9e ploegenachtervolging |
| 2013     |                                      |                      |          |                                            |
| 2014     |                                      |                      |          |                                            |
| 2015     |                                      |                      |          |                                            |
| 2016     | achtervolging                        |                      |          |                                            |

Berden · Breyne · Cocquyt · Cornet · De Poortere · De Weer · Dreesen · Dufrasne · Kuyckx · Spragg · Steels · Van Coppernolle · Van De Meent · van der Velde · Van Hoecke · Van Kuik · Van Mechelen · Van Raepenbusch · Vanderaerden · Yates
Bertrand · Bille · Chevalier · De Witte · Devillers · Dufrasne · Giaux · Legrand · Mottet · Pardini · Polazzi · Prémont · Rouet · Stenuit · Van Hoecke · Vangenechten
Bertholet · Chevalier · De Witte · Dernies · Dron · Dufrasne · Evrard · Legrand · Patron · Polazzi · Prémont · Stenuit · Thomé · Van Hoecke
Anciaux · Bertholet · Chevalier · De Witte · Demoitié · Dernies · Dron · Dufrasne · Evrard · Patron · Polazzi · Stassen · Van Hoecke
Amorison · Anciaux · Bertholet · Chevalier · Delfosse · Demoitié · Dernies · Dron · Dufrasne · Evrard · Mottet · Pestiaux · Prémont · Stassen · Stenuit